# Skwer im. Maksymiliana Kolbego w Łodzi
Skwer im. Świętego Maksymiliana Marii Kolbego, dawniej Park przy ulicy Gabrieli Zapolskiej – obszar zieleni miejskiej położony w Łodzi w dzielnicy Górna pomiędzy ulicami Tatrzańska i Lucjana Rydla.

## Historia
Powstał na przełomie lat 60. i 70. XX w. wraz z osiedlem Dąbrowa. Początkowo zajmował teren aż do ulicy Alojzego Felińskiego. W jego obrębie, od strony ulicy Tatrzańskiej znajduje się rzeźba Łabędzie. W ostatnich latach przeprowadzono modernizację placu zabaw. W czerwcu 2006 roku zmieniono nazwę parku.